# Донго
Донго, Донґо (італ. Dongo) — муніципалітет в Італії, у регіоні Ломбардія, провінція Комо.
Донго розташоване на відстані близько 540 км на північний захід від Рима, 75 км на північ від Мілана, 39 км на північний схід від Комо.
Населення — 3436 осіб (2014).
Щорічний фестиваль відбувається 26 грудня. Покровитель — святий Степан.

## Демографія
Населення за роками:

Станом на 1 січня 2023 року в муніципалітеті офіційно проживало 148 іноземців з 31 країни, серед них 49 громадян країн Євросоюзу та 12 громадян України.

## Сусідні муніципалітети
- Коліко
- Консільйо-ді-Румо
- Гарцено
- Джермазіно
- Муссо
- П'янелло-дель-Ларіо
- Стаццона